# Al Bano (album)
Al Bano è il primo album del cantante pop italiano Albano Carrisi, pubblicato nel 1967 dall'etichetta discografica EMI.

## Tracce
1. Nel sole (Albano Carrisi, Pino Massara, Vito Pallavicini)
2. La donna di un amico mio (Roberto Carlos, Daniele Pace)
3. Il mondo dei poveri (Pontiack, Rossella Conz, Albano Carrisi)
4. Io lavoro (Mann, Weill, Menegazzi)
5. Tu che l'amavi (Gianni Meccia)
6. Io ho te (Vito Pallavicini, Pino Massara)
7. Io di notte (Alessandro Colombini, Albano Carrisi)
8. La compagnia del larallala (Pino Massara, Luciano Beretta, Rossella Conz)
9. Tu non sei come sembri (A. Isola, Nisa)
10. Bianca di luna (Albano Carrisi, Pino Massara, Alessandro Colombini)
11. Pensieri "P" 33 (Monegasco, Luciano Beretta, Rossella Conz)
12. L'oro del mondo (Vito Pallavicini, Pontiack, Pino Massara)